# Асуага
Асуага (ісп. Azuaga) — муніципалітет в Іспанії, у складі автономної спільноти Естремадура, у провінції Бадахос. Населення — 8303 особи (2010).
Муніципалітет розташований на відстані близько 290 км на південний захід від Мадрида, 130 км на південний схід від Бадахоса.
На території муніципалітету розташовані такі населені пункти: (дані про населення за 2010 рік)
- Асуага: 8140 осіб
- Ла-Карденчоса: 163 особи

## Демографія
Динаміка населення (INE ):